# Fanny

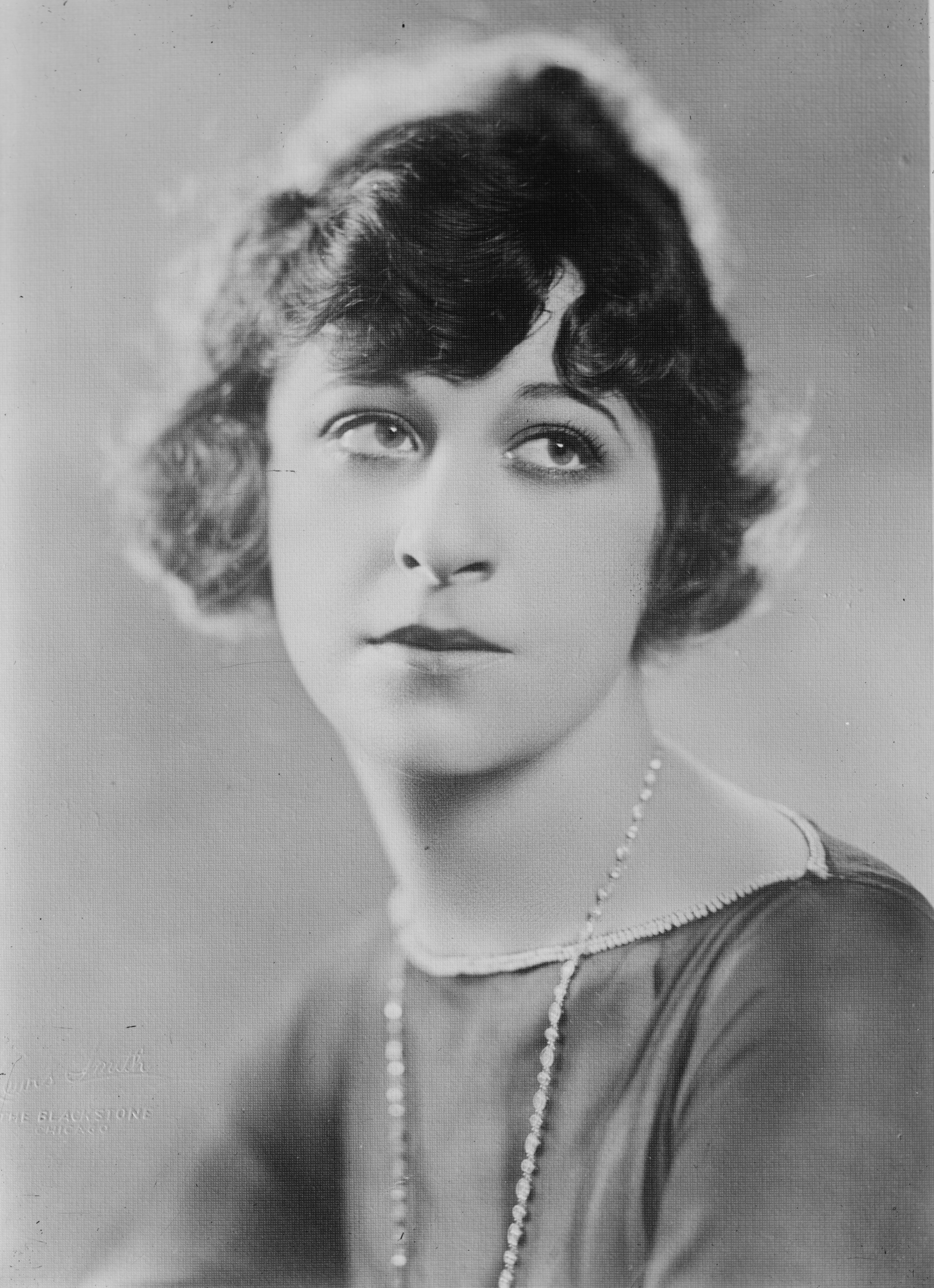
Fanny Brice

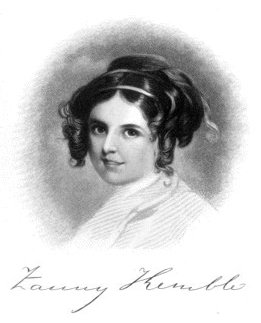
Fanny Kemble

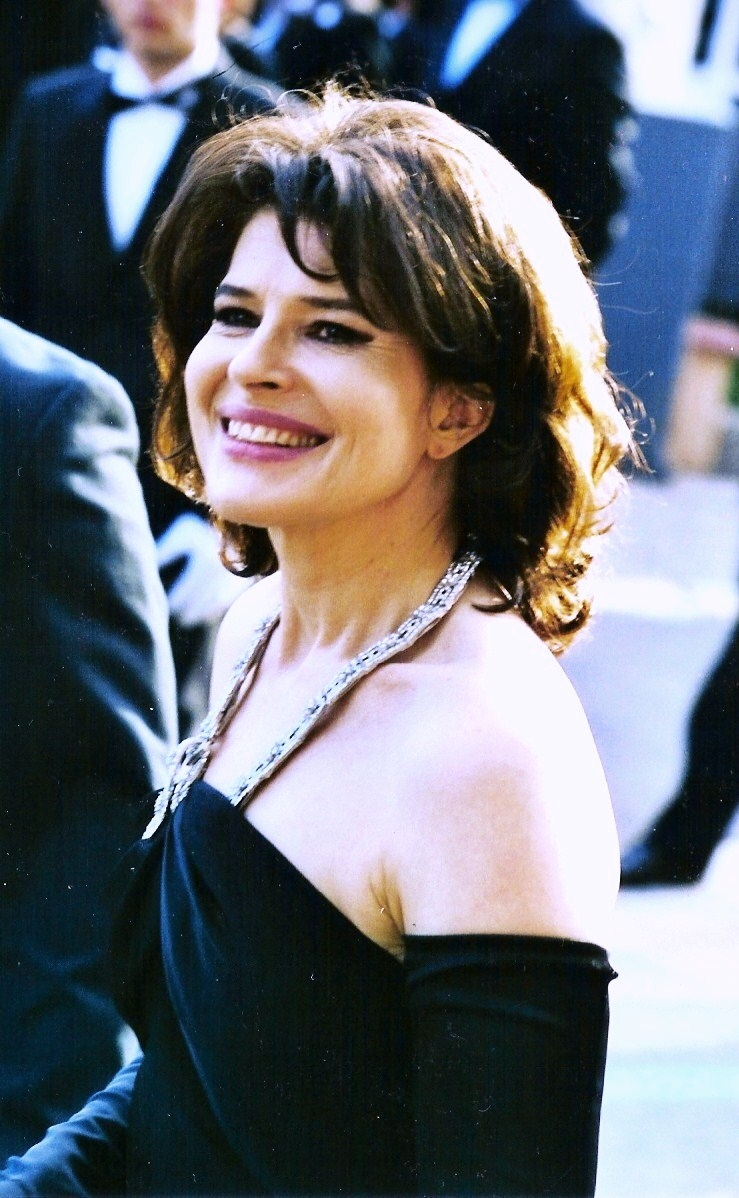
Fanny Ardant

Fanny  eller Fannie är en engelsk kortform av den latinska namnet Franciska som betyder "fransyska" (se Frans och Franciscus). Det äldsta belägget i Sverige är från år 1788.
Namnet blev känt i Sverige sedan diktaren Frans Michael Franzén börjat använda det i sin poesi. Populariteten ökade markant på 1980-talet efter att Ingmar Bergmans film Fanny och Alexander hade haft premiär.[källa behövs]
Den 31 december 2014 fanns det totalt 10 770 kvinnor folkbokförda i Sverige med namnet Fanny eller Fannie, varav 8 111 bar det som tilltalsnamn. Varianten Fany förekommer.
Namnsdag: 9 februari sedan 1901 – detta till ära för biskopen och skalden Frans Michael Franzén, som föddes detta datum i Uleåborg och vars så kallade sångmö (diktade idealflicka) hette Fanny. I den finlandssvenska namnsdagslängden har Fanny namnsdag 2 mars sedan starten 1929, då en egen namnsdagskalender togs i bruk för finlandssvenskar.

## Personer med namnet Fanny eller Fannie
- Fanny Alving, svensk författare
- Fanny Ambjörnsson, svensk socialantropolog
- Fanny Ardant, fransk skådespelerska
- Fanny de Beauharnais, fransk författare
- Fanny Blankers-Koen, nederländsk friidrottare
- Fanny Brate, svensk konstnär
- Fanny Brice, amerikansk sångerska, huvudpersonen i musikalen Funny Girl
- Fanny Burney, brittisk författare
- Fanny Cerrito, italiensk ballerina
- Fanny Chmelar, tysk alpin skidåkare
- Fanny Churberg, finsk konstnär
- Fanny Crosby, amerikansk psalmförfattare
- Fanny Elssler, österrikisk ballerina
- Fanny Falkner, svensk skådespelerska och konstnär
- Fannie Farmer, amerikansk-kanadensisk kokboksförfattare
- Fanny Fischer, tysk kanotist
- Fannie Flagg, amerikansk skådespelerska och författare
- Fanny Gjörup, svensk skådespelerska
- Fani Halkia, grekisk friidrottare
- Fanny Hamlin, svensk sångerska
- Fanny Hensel, tysk musiker
- Fanny Angelina Hesse, tysk-amerikansk mikrobiolog
- Fanny Hjelm, svensk konstnär
- Fanny Härgestam, svensk journalist och författare
- Fanny Janse, Sveriges första kvinnliga postmästare
- Fanny Jensen, dansk politiker, minister
- Fanny Kaplan, rysk anarkist och attentator
- Fanny Kemble, brittisk skådespelerska och författare
- Fanny Klefelt, svensk skådespelare
- Fanny Lewald, tysk-judisk författare
- Fanny Lundin, finlandssvensk radioprofil
- Fanny Låstbom, svensk konstnär
- Fanny Rask, svensk ishockeyspelare
- Fanny Risberg, svensk skådespelerska
- Fanny Rizell, svensk politiker (kd)
- Fanny Roos, svensk friidrottare
- Fanny Strömberg, svensk skådespelerska och teaterdirektör
- Fanny Stål, svensk pianist
- Fanny Suenssen, dansk författare
- Fanny Tuxen, dansk författare
- Fannie Ward, amerikansk skådespelerska
- Fanny Welle-Strand Horn, norsk skidskytt
- Fanny Westerdahl, svensk skådespelerska

## Fiktiva personer med namnet Fanny
- Den kvinnliga huvudpersonen i många av Frans Michael Franzéns dikter.
- Fanny, titelperson i Erica Jongs roman med samma namn från 1980
- Fanny, person i Marcel Pagnols dramatrilogi Marius, Fanny och César från 1929-1936
- Fanny och Alexander, filmdrama av Ingmar Bergman från 1982
- Fanny Hill, titelperson i John Clelands roman Memoirs of Fanny Hill från 1750 som filmatiserats ett flertal gånger
- Fanny Knös, tecknad figur i Kalle Ankas universum av Walt Disney